# Championnat d'Azerbaïdjan de football 2019-2020
Navigation
Édition précédente Édition suivante
La saison 2019-2020 du Championnat d'Azerbaïdjan de football est la vingt-huitième édition de la première division en Azerbaïdjan. Les huit meilleurs clubs du pays sont regroupés au sein d'une poule unique où ils s'affrontent quatre fois, deux fois à domicile et deux fois à l'extérieur. En fin de saison, le dernier du classement est relégué et remplacé par le champion de deuxième division.
Lors de cette saison, Qarabağ FK défend son titre face à 7 autres équipes.
Trois places qualificatives pour les compétitions européennes sont attribuées par le biais du championnat (1 place au premier tour de qualification de la Ligue des champions 2020-2021 et 2 places au premier tour de qualification de la Ligue Europa 2020-2021). Une autre place qualificative pour la Ligue Europa sera garantie au vainqueur de la Coupe d'Azerbaïdjan. Le dernier du championnat est relégué en Birinci Divizionu.
Le 18 juin 2020, après une interruption début mars, le championnat est définitivement arrêté par le comité exécutif de la Fédération d'Azerbaïdjan de football en raison de la pandémie de Covid-19. Le Qarabağ FK, premier au moment de l'arrêt du championnat à l'issue de la 20e journée, est déclaré champion. Les 2e, 3e et 4e se qualifient pour la Ligue Europa 2020-2021, la Coupe nationale ayant aussi été abandonnée avant son terme.

## Participants
Légende des couleurs
- Premier tour de qualification de la Ligue des Champions 2019-2020
- Deuxième tour de qualification de la Ligue Europa 2019-2020
- Premier tour de qualification de la Ligue Europa 2019-2020
- Promu de Birinci Divizionu 2018-2019

| Club          | Se maintient depuis | Classement 2018-2019 | Stade                              | Capacité théorique |
| ------------- | ------------------- | -------------------- | ---------------------------------- | ------------------ |
| Qarabağ FK    | 1992                | 1                    | Azersun Arena                      | 5 800              |
| Neftchi Bakou | 1992                | 2                    | Bakcell Arena                      | 11 000             |
| Sabail FK     | 2018                | 3                    | Stade Bayil                        | 5 000              |
| FK Qabala     | 2006                | 4                    | Gabala City Stadium                | 2 000              |
| Zirə FK       | 2015                | 5                    | Zira Olympic Sport Complex Stadium | 1 500              |
| FK Sumgayit   | 2011                | 6                    | Kapital Bank Arena                 | 1 500              |
| Sabah FC      | 2019                | 7                    | Alinja Arena                       | 13 000             |
| Keşla FK      | 1999                | 8                    | Inter Arena                        | 8 125              |

## Compétition

### Classement
Le classement est calculé avec le barème de points suivant : une victoire vaut trois points, le match nul un. La défaite ne rapporte aucun point.
En cas d'égalité de points les critères sont : 
1. le plus grand nombre de points en confrontation directe;
2. la différence de but dans les confrontations directes ;
3. plus grand nombre de buts ;
4. plus grand nombre de buts à l'extérieur dans les confrontations directes ;
5. plus grande différence de buts générale ;
6. plus grand nombre de buts marqués

| Rang | Équipe           | Pts | J  | G  | N | P  | Bp | Bc | Diff |
| ---- | ---------------- | --- | -- | -- | - | -- | -- | -- | ---- |
| 1    | Qarabağ FK T     | 45  | 20 | 13 | 6 | 1  | 34 | 7  | +27  |
| 2    | FK Neftchi Bakou | 37  | 20 | 10 | 7 | 3  | 33 | 14 | +19  |
| 3    | Keşla FK         | 30  | 20 | 8  | 6 | 6  | 27 | 21 | +6   |
| 4    | FK Sumgayit      | 23  | 20 | 6  | 5 | 9  | 24 | 32 | -8   |
| 5    | Zirə FK          | 23  | 20 | 6  | 5 | 9  | 25 | 37 | -12  |
| 6    | Sabah FC         | 21  | 20 | 5  | 6 | 9  | 19 | 27 | -8   |
| 7    | Sabail FK        | 20  | 20 | 5  | 5 | 10 | 16 | 30 | -14  |
| 8    | FK Qabala        | 19  | 20 | 5  | 4 | 11 | 25 | 35 | -10  |

Légende
- 1er : Qualification pour le premier tour de qualification de la Ligue des champions 2020-2021
- 2e, 3e et 4e : Qualification pour le premier tour de qualification de la Ligue Europa 2020-2021

Abréviations
- T : Tenant du titre
- C : Vainqueur de la Coupe d'Azerbaïdjan 2019-2020
- P : Promu de Birinci Divizionu 2018-2019

## Tableau d'honneur
| Championnat d'Azerbaïdjan de football 2019-2020                        |                       |
| Champion                                                               | Qarabağ FK (8e titre) |
| Dauphin                                                                | FK Neftchi Bakou      |
| Coupes et trophées                                                     |                       |
| Vainqueur de la Coupe d'Azerbaïdjan 2019-2020                          | Titre non attribué    |
| Qualifications continentales                                           |                       |
| Ligue des champions 2020-2021                                          | Qarabağ FK            |
| Ligue Europa 2020-2021                                                 | FK Neftchi Bakou      |
| Ligue Europa 2020-2021                                                 | Keşla FK              |
| Ligue Europa 2020-2021                                                 | FK Sumgayit           |
| Promotions et relégations                                              |                       |
| Promus en Championnat d'Azerbaïdjan de football                        | Aucune promotion      |
| Relégués en Championnat d'Azerbaïdjan de football de deuxième division | Aucune relégation     |